# Ochthebius flumineus
Ochthebius flumineus är en skalbaggsart som beskrevs av Armand D'Orchymont 1937. Ochthebius flumineus ingår i släktet Ochthebius och familjen vattenbrynsbaggar. Inga underarter finns listade i Catalogue of Life.